# 황스강구

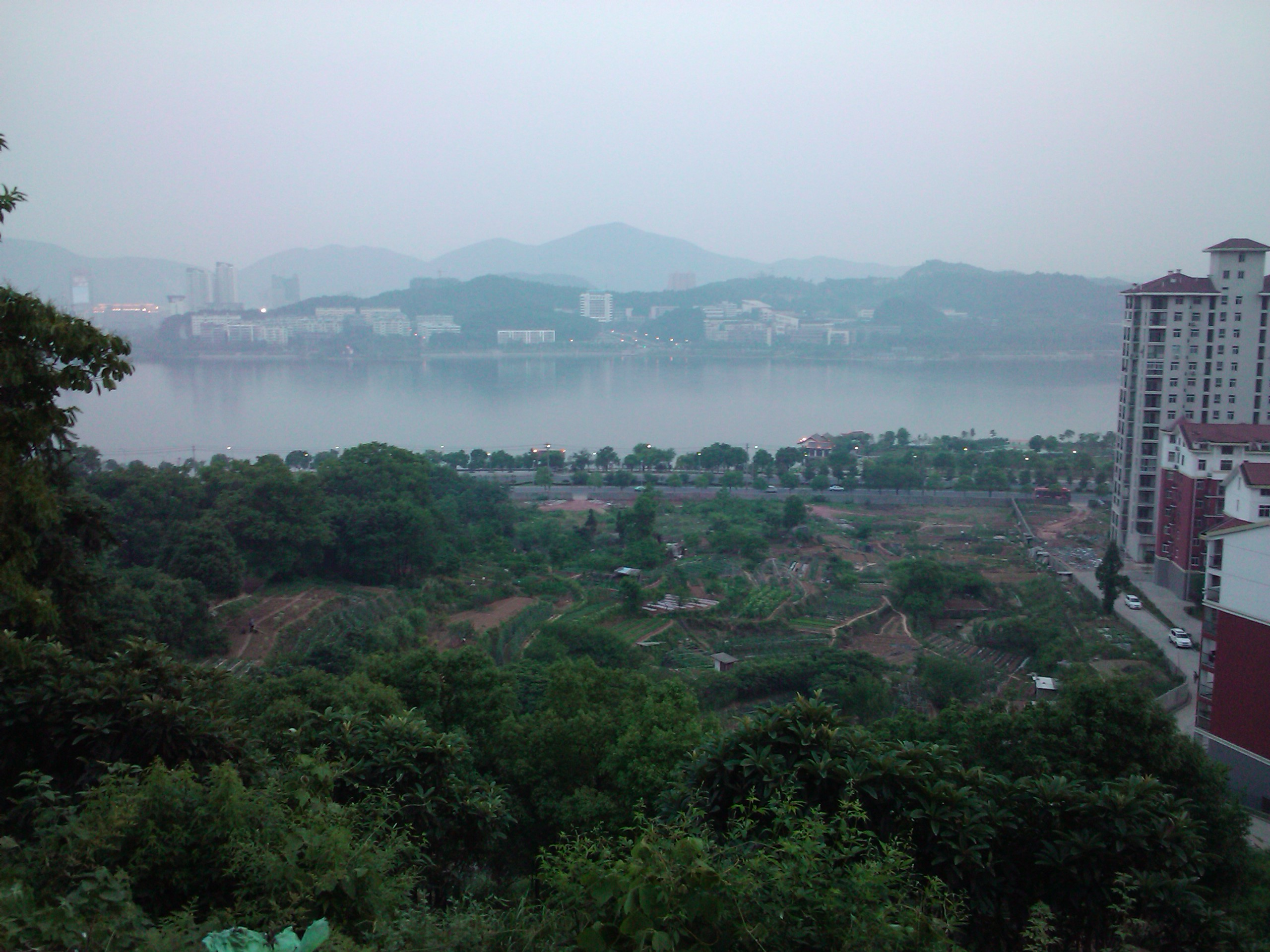

황스강구(한국어: 황석항구, 중국어: 黄石港区, 병음: Huángshígǎng Qū)는 중화인민공화국 후베이성 황스 시의 현급 행정구역이다. 넓이는 30km2이고, 인구는 2007년 기준으로 200,000명이다.

## 행정 구역
5개 가도를 관할한다.
- 가도: 沈家营街道, 黄石港街道, 红旗桥街道, 胜阳港街道, 花湖街道.